# Erin O'Brien (actrice)
Pour les articles homonymes, voir O'Brien et Erin O'Brien (homonymie).
Erin O'Brien (17 janvier 1934 - 20 mai 2021) est une actrice et chanteuse américaine, active au milieu du XXe siècle et surtout connue comme l'actrice principale du téléfilm Girl on the Run (en), qui a servi de pilote pour la série télévisée 77 Sunset Strip écrite par Roy Huggins et mettant en vedette Efrem Zimbalist Jr., et qui est passé au cinéma avant d'être diffusé à la télévision le 10 octobre 1958.

## Biographie
Fille de Vincent O'Brien, livreur de lait, et de sa femme, Betty, elle est l'aînée de sept sœurs et six frères,. Née à Hollywood, elle grandit à Long Beach, en Californie et est diplômée de la St. Anthony High School (en).
À l'âge de 15 ans, elle chante pour Helen Keller qui séjournait temporairement dans un couvent de Pasadena, en Californie : « La sœur près du lit de Keller a encouragé O'Brien, intimidée, à continuer [à chanter]. Finalement, Keller leva la main et posa sa main sur la gorge d'O'Brien pour sentir le vibrato. Keller a commencé à pleurer. Après, elle a continué à m'embrasser la main encore et encore et encore. ».
Après avoir obtenu son diplôme d'études secondaires, elle chante dans une chorale dirigée par Walter Schumann. On la voit pendant trois ans dans une émission télévisée cinq jours par semaine animée par Al Jarvis et mettant en vedette Betty White. Puis elle part en tournée en tant que chanteur avant d'emporter un concours de l'émission télévisée Arthur Godfrey's Talent Scouts (en), ce qui lui assure un contrat d'un an au Tonight Show,.
À la fin des années 1950 et dans les années 1960, elle est le personnage secondaire et la protagoniste dans diverses émissions, dont de nombreuses séries de western populaires, comme Bat Masterson, Sugarfoot, Cheyenne, Maverick, Colt .45 (série télévisée) (en), Laramie, Tombstone Territory (en) et Les Aventuriers du Far West. Elle joue dans la série The Asphalt Jungle (en) et dans Perry Mason. Son jeu d'acteur ne se limite pas au « petit écran ». Elle est par exemple choisie pour le long métrage F comme Flint de 1967. Auparavant, les directeurs de casting la considéraient comme une partenaire potentielle de Gene Kelly dans Marjorie Morningstar (1958), mais elle fut jugée trop petite et le rôle fut confié à Natalie Wood.
Elle apparaît dans The Frank Sinatra Show (en)r sur CBS -TV (1950-1952), The Eddie Fisher Show (en) sur NBC -TV (1957-1959) et The Liberace Show (1958-1959). Elle divertit les troupes militaires avec Bob Hope, Jayne Mansfield et Frances Langford en 1957 et fait des campagnes publicitaires pour Schlitz (en) et plus tard pour Smirnoff.
Selon l'Internet Movie Database, elle était chanteuse solo vedette du Steve Allen Show (en) de 1956 à 1958. Ses films incluent Onionhead  avec Andy Griffith (1958) et John Paul Jones avec Robert Stack (1959).
Le 16 juin 1951, elle épouse le spécialiste en relations publiques James Fitzgerald. Ils ont trois fils et divorcent le 17 janvier 1963. Elle a deux enfants de son deuxième époux, Kanan Awni, qu'elle a épousé deux fois. Elle meurt le 20 mai 2021.